# (10197) Senigalliesi
(10197) Senigalliesi  es un asteroide perteneciente al cinturón de asteroides, descubierto el 18 de octubre de 1996 por Vittorio Goretti desde el Observatorio de Pianoro, en Italia.

## Designación y nombre
Senigalliesi se designó inicialmente como 1996 UO.
Más adelante fue nombrado en honor al astrónomo aficionado italiano  Paolo Senigalliesi (1936-1986).

## Características orbitales
Senigalliesi orbita a una distancia media del Sol de 2,8420 ua, pudiendo acercarse hasta 2,6385 ua y alejarse hasta 3,0455 ua. Tiene una excentricidad de 0,0715 y una inclinación orbital de 1,8466° grados. Emplea en completar una órbita alrededor del Sol 1750 días.

## Características físicas
Su magnitud absoluta es 13,4. Tiene 6,618 km de diámetro. Su albedo se estima en 0,193.